# Étoile naine

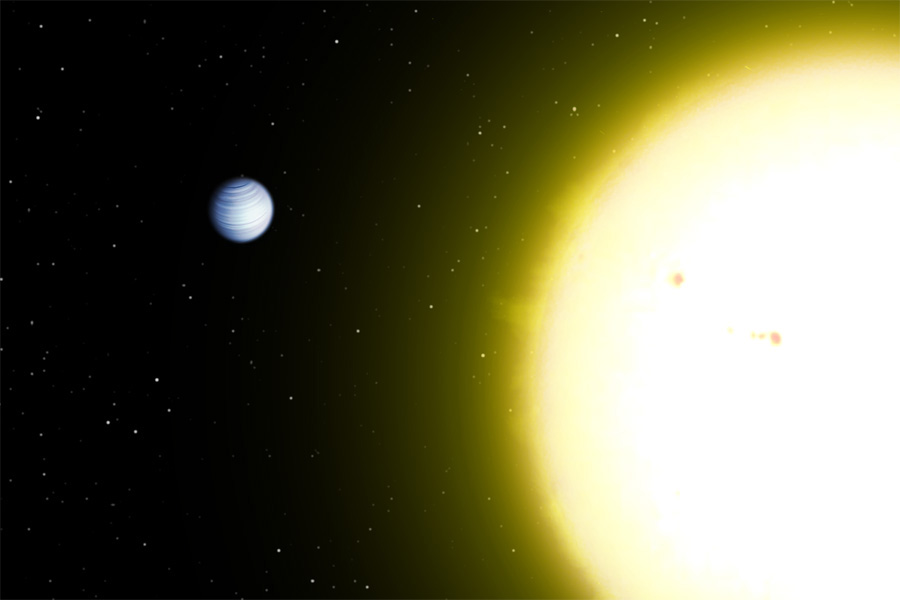
Illustration d'une petite étoile jaune.

En astronomie, une étoile est dite « naine » quand sa classe de luminosité est V. Cela signifie que l'étoile se trouve, dans le diagramme HR, sur la séquence principale. Comparées aux géantes, ce sont des étoiles relativement petites qui présentent une faible luminosité. Le Soleil est une étoile naine de type G, c'est-à-dire une naine jaune.
Il ne faut pas la confondre avec les étoiles appelées naines blanches ou naines brunes qui sont toutes les deux des états de l'évolution stellaire complètement différents.